# جبهة تحرير الحيوان
جبهة تحرير الحيوان هي منظمة مقاومة بدون قيادة، أممية تقوم بالعمل المباشر دفاعا عن حقوق الحيوان، تقوم المنظمة بإنقاذ الحيوانات من المختبرات والمزارع، تدمير منشآت، تأسيس بيوت آمنة والعناية البيطرية، وتشغل ملاجئ للحيوانات. يصفها المنتقدون لها بأنها منظمة إرهابية.
تنشط المنظمة في أكثر من 40 بلد، تتكون خلايا المنظمة من مجموعات صغيرة من الأصدقاء وأحيانا شخص واحد مات يجعل مراقبتها من قبل السلطات أمرا صعب. يقول الناشطين أن الحركة لا عنفية وتهدف إلى إنقاذ الحيوانات بدون إيذاء أي حياة.